# ズイスエン県
ズイスエン県（ズイスエンけん、ベトナム語：Huyện Duy Xuyên / 縣濰川?）は、ベトナム社会主義共和国クアンナム省の県である。面積は298 km²、人口は142,430人（2018年）である。

## 行政区画
1市鎮13社から構成される。